# Rosenborg Ballklub 1997
Questa pagina raccoglie i dati riguardanti il Rosenborg Ballklub nelle competizioni ufficiali della stagione 1997.

## Stagione
Nel campionato 1997, il Rosenborg vinse il dodicesimo titolo nazionale della sua storia, nonché il sesto consecutivo. Si aggiudicò la vittoria con 11 punti di vantaggio sulla prima formazione inseguitrice, il Brann. Erik Hoftun fu il calciatore più utilizzato in campionato, con 26 presenze su 26 incontri. Sigurd Rushfeldt fu il miglior marcatore con 25 reti. L'avventura nella Coppa di Norvegia 1997 terminò ai quarti di finale, per mano del Viking. Nella Champions League 1997-1998, invece, il Rosenborg non superò la fase a gironi, che vedeva come avversari Real Madrid, Olympiacos e Porto.

## Maglie e sponsor
Lo sponsor tecnico per la stagione 1997 fu Adidas. La divisa casalinga prevedeva una maglietta bianca con inserti neri, pantaloncini neri e calzettoni bianchi.
| Casa |

## Rosa
| N. |                     | Ruolo | Calciatore              |
| -- | ------------------- | ----- | ----------------------- |
| 1  | Norvegia (bandiera) | P     | Jørn Jamtfall           |
| 2  | Norvegia (bandiera) | D     | André Bergdølmo         |
| 3  | Norvegia (bandiera) | D     | Erik Hoftun             |
| 4  | Norvegia (bandiera) | D     | Bjørn Otto Bragstad     |
| 5  | Norvegia (bandiera) | D     | Christian Steen         |
| 5  | Norvegia (bandiera) | D     | Ståle Stensaas          |
| 6  | Norvegia (bandiera) | C     | Roar Strand             |
| 7  | Norvegia (bandiera) | C     | Runar Berg              |
| 8  | Norvegia (bandiera) | C     | Bent Skammelsrud        |
| 9  | Norvegia (bandiera) | A     | Sigurd Rushfeldt        |
| 10 | Norvegia (bandiera) | A     | Harald Martin Brattbakk |
| 11 | Norvegia (bandiera) | A     | Mini Jakobsen           |
| 12 | Norvegia (bandiera) | P     | Steinar Sørlie          |

| N. |                     | Ruolo | Calciatore          |
| -- | ------------------- | ----- | ------------------- |
| 13 | Norvegia (bandiera) | D     | Kristian Sørli      |
| 14 | Norvegia (bandiera) | D     | Vegard Heggem       |
| 15 | Germania (bandiera) | C     | Andreas Mayer       |
| 15 | Norvegia (bandiera) | D     | Jon Olav Hjelde     |
| 16 | Norvegia (bandiera) | C     | Kåre Ingebrigtsen   |
| 17 | Norvegia (bandiera) | D     | Børge Hernes        |
| 17 | Norvegia (bandiera) | C     | Karl Oskar Fjørtoft |
| 18 | Norvegia (bandiera) | D     | Steinar Lein        |
| 19 | Norvegia (bandiera) | C     | Fredrik Winsnes     |
| 20 | Ghana (bandiera)    | A     | Robert Boateng      |
| 20 | Norvegia (bandiera) | C     | Trond Egil Soltvedt |
| 21 | Norvegia (bandiera) | D     | Erland Johnsen      |
| 21 | Norvegia (bandiera) | A     | Tore André Dahlum   |

## Calciomercato

### Sessione invernale
| Acquisti | Acquisti          | Acquisti   | Acquisti   |
| R.       | Nome              | da         | Modalità   |
| -------- | ----------------- | ---------- | ---------- |
| P        | Steinar Sørlie    | Strindheim | definitivo |
| D        | André Bergdølmo   | Bodø/Glimt | definitivo |
| C        | Runar Berg        | Bodø/Glimt | definitivo |
| C        | Kåre Ingebrigtsen | Lillestrøm | definitivo |
| A        | Sigurd Rushfeldt  | Tromsø     | definitivo |

| Cessioni | Cessioni              | Cessioni  | Cessioni   |
| R.       | Nome                  | a         | Modalità   |
| -------- | --------------------- | --------- | ---------- |
| P        | Thomas André Ødegaard | Viking    | definitivo |
| D        | Bjørn Tore Kvarme     | Liverpool | definitivo |
| C        | Tom Kåre Staurvik     | NAC Breda | definitivo |
| C        | Johan Petter Winsnes  | Skeid     | definitivo |
| A        | Steffen Iversen       | Tottenham | definitivo |
| A        | Karl Petter Løken     | Stabæk    | definitivo |

### Sessione estiva
| Acquisti | Acquisti          | Acquisti      | Acquisti   |
| R.       | Nome              | da            | Modalità   |
| -------- | ----------------- | ------------- | ---------- |
| D        | Erland Johnsen    | Chelsea       | definitivo |
| C        | Andreas Mayer     | Stabæk        | definitivo |
| A        | Robert Boateng    | Asante Kotoko | definitivo |
| A        | Tore André Dahlum | Skoda Xanthī  | definitivo |

| Cessioni | Cessioni                | Cessioni          | Cessioni   |
| R.       | Nome                    | a                 | Modalità   |
| -------- | ----------------------- | ----------------- | ---------- |
| D        | Jon Olav Hjelde         | Nottingham Forest | definitivo |
| D        | Ståle Stensaas          | Rangers           | definitivo |
| C        | Karl Oskar Fjørtoft     | Molde             | definitivo |
| C        | Trond Egil Soltvedt     | Coventry City     | definitivo |
| A        | Harald Martin Brattbakk | Celtic            | definitivo |

## Risultati

### Tippeligaen

#### Girone di andata
| Arbitro: | Pedersen (Jeløy) |

|            |           |            |
| Heggem 11’ | Marcatori | 54’ Mjelde |

| Arbitro: | Pedersen (Jeløy) |

|                      |           |               |
| Gulbrandsen 38’ ? ?’ | Marcatori | 20’ Brattbakk |

| Trondheim 25 aprile 1997, ore 19:00 3ª giornata | Rosenborg            | 0 – 0 referto | Tromsø | Lerkendal Stadion (9.015 spett.)\| Arbitro: \| Olsen (Kristiansand) \| |
| Arbitro:                                        | Olsen (Kristiansand) |               |        |                                                                        |

| Arbitro: | Skjervold (Lillestrøm) |

|                        |           |                               |
| Sætre 7’ Ernstsson 70’ | Marcatori | 50’ Skammelsrud 89’ Brattbakk |

| Arbitro: | Ditlefsen |

|                                                            |           |  |
| Soltvedt 19’, 66’ Jakobsen 63’ Brattbakk 69’ Rushfeldt 90’ | Marcatori |  |

| Arbitro: | Eriksen |

|  |           |                                                             |
|  | Marcatori | 3’ Skammelsrud 10’ (aut.) ? 28’ Soltvedt 31’, 73’ Rushfeldt |

| Arbitro: | Hauge (Bergen) |

|                                                         |           |  |
| Brattbakk 23’, 90’ Soltvedt 46’ Hoftun 72’ Jakobsen 89’ | Marcatori |  |

| Arbitro: | Skjervold (Lillestrøm) |

|  |           |                                  |
|  | Marcatori | 16’, 46’ Rushfeldt 75’ Brattbakk |

| Arbitro: | Haugstad |

|              |           |              |
| Andresen 64’ | Marcatori | 7’ Brattbakk |

| Arbitro: | Olsen (Kristiansand) |

|               |           |  |
| Rushfeldt 63’ | Marcatori |  |

| Arbitro: | Olsen (Kristiansand) |

|              |           |                                            |
| Ødegaard 57’ | Marcatori | 21’, 27’, 90’ Rushfeldt 24’, 89’ Brattbakk |

| Arbitro: | Kamben |

|                                                       |           |           |
| Skammelsrud 10’ Rushfeldt 37’, 43’, 53’ Brattbakk 86’ | Marcatori | 54’ Berre |

| Arbitro: | Skjervold (Lillestrøm) |

|  |           |                                               |
|  | Marcatori | 19’ Jakobsen 77’, 86’ Brattbakk 80’ Rushfeldt |

#### Girone di ritorno
| Arbitro: | Olsen (Kristiansand) |

|           |           |                         |
| Hasund 9’ | Marcatori | 28’ Strand 73’ Jakobsen |

| Arbitro: | Hauge (Bergen) |

|                                      |           |  |
| Brattbakk 30’ Rushfeldt 32’ Lein 88’ | Marcatori |  |

| Arbitro: | Skjervold (Lillestrøm) |

|                   |           |               |
| Berg Johansen 30’ | Marcatori | 18’ Brattbakk |

| Arbitro: | Eriksen |

|                                      |           |               |
| Berg 12’ Brattbakk 19’ Rushfeldt 45’ | Marcatori | 74’ Ernstsson |

| Arbitro: | Staberg (Harstad) |

|  |           |                                                                                   |
|  | Marcatori | 11’ Strand 13’, 73’ Jakobsen 26’ Rushfeldt 30’ Hoftun 33’ Skammelsrud 84’ Winsnes |

| Arbitro: | Skjervold (Lillestrøm) |

|                                              |           |           |
| Jakobsen 9’, 81’ Brattbakk 15’, 89’ Berg 83’ | Marcatori | 45’ Stang |

| Arbitro: | Hauge (Bergen) |

|                      |           |                                                                   |
| Garba 52’ Jensen 75’ | Marcatori | 7’ Brattbakk 10’ Rushfeldt 19’ Berg 46’, 50’ Jakobsen 87’ Boateng |

| Arbitro: | Pedersen (Jeløy) |

|                                                          |           |  |
| Rushfeldt 34’, 61’ Jakobsen 38’ Brattbakk 63’ Heggem 90’ | Marcatori |  |

| Arbitro: | Pedersen (Jeløy) |

|                            |           |                          |
| Brattbakk 30’ Jakobsen 37’ | Marcatori | 84’ Månsson 85’ Andresen |

| Arbitro: | Hollung |

|                         |           |                           |
| Ø. Berg 73’ Johnsen 78’ | Marcatori | 29’ Rushfeldt 38’ R. Berg |

| Arbitro: | Hauge (Bergen) |

|                                                          |           |         |
| Skammelsrud 4’ Bergdølmo 7’ Rushfeldt 64’, 67’, 86’, 89’ | Marcatori | 45’ Flo |

| Arbitro: | Olsen (Kristiansand) |

|  |           |                                                |
|  | Marcatori | 32’, 33’ Berg 54’, 67’ Brattbakk 83’ Rushfeldt |

| Arbitro: | Hollung |

|                               |           |               |
| Rushfeldt 20’ Skammelsrud 78’ | Marcatori | 4’ Fostervold |

### Coppa di Norvegia
| 22 maggio 1997 | Singsås | 0 – 9 referto | Rosenborg |  |

| 11 giugno 1997 | Nardo | 1 – 3 referto | Rosenborg |  |

| 25 giugno 1997 | Averøykameratene | 0 – 5 referto | Rosenborg |  |

| 9 luglio 1997 | Rosenborg | 5 – 3 (d.t.s.) referto | Lillestrøm |  |

| 6 agosto 1997 | Rosenborg | 2 – 3 (d.t.s.) referto | Viking |  |

### Champions League
| Arbitro: | Ahmet |

|  |           |               |
|  | Marcatori | 87’ Rushfeldt |

| Arbitro: | Muhmenthaler |

|                                        |           |            |
| Jakobsen 14’ (rig.), 17’ Brattbakk 83’ | Marcatori | 77’ Kuttor |

| Arbitro: | Veissière |

|                                                  |           |              |
| Panucci 7’ Zé Roberto 39’ Raúl 43’ Morientes 83’ | Marcatori | 22’ Jakobsen |

| Arbitro: | Dallas |

|                                                  |           |                 |
| Brattbakk 13’, 79’ Strand 33’, 43’ Rushfeldt 56’ | Marcatori | 69’ Ofori-Quaye |

| Arbitro: | Levnikov |

|                             |           |  |
| Rushfeldt 10’ Brattbakk 37’ | Marcatori |  |

| Arbitro: | Gallagher |

|           |           |            |
| Jardel 8’ | Marcatori | 88’ Strand |

| Arbitro: | Durkin |

|                          |           |  |
| Strand 42’ Brattbakk 53’ | Marcatori |  |

| Arbitro: | Benkö |

|                               |           |                    |
| Mavrogenidis 48’ Đorđević 88’ | Marcatori | 49’, 69’ Rushfeldt |

## Statistiche

### Statistiche di squadra
| Competizione      | Punti | In casa | In casa | In casa | In casa | In casa | In casa | In trasferta | In trasferta | In trasferta | In trasferta | In trasferta | In trasferta | Totale | Totale | Totale | Totale | Totale | Totale | DR  |
| Competizione      | Punti | G       | V       | N       | P       | Gf      | Gs      | G            | V            | N            | P            | Gf           | Gs           | G      | V      | N      | P      | Gf     | Gs     | DR  |
| ----------------- | ----- | ------- | ------- | ------- | ------- | ------- | ------- | ------------ | ------------ | ------------ | ------------ | ------------ | ------------ | ------ | ------ | ------ | ------ | ------ | ------ | --- |
| Tippeligaen       | 61    | 13      | 10      | 3       | 0       | 43      | 8       | 13           | 8            | 4            | 1            | 44           | 12           | 26     | 18     | 7      | 1      | 87     | 20     | +67 |
| Coppa di Norvegia | -     | 2       | 1       | 0       | 1       | 7       | 6       | 3            | 3            | 0            | 0            | 17           | 1            | 5      | 4      | 0      | 1      | 24     | 7      | +17 |
| Champions League  | -     | 4       | 4       | 0       | 0       | 12      | 2       | 4            | 1            | 2            | 1            | 5            | 7            | 8      | 5      | 2      | 1      | 17     | 9      | +8  |
| Totale            | -     | 19      | 15      | 3       | 1       | 62      | 16      | 20           | 12           | 6            | 2            | 66           | 20           | 39     | 27     | 9      | 3      | 128    | 36     | +92 |

### Statistiche dei giocatori
| Giocatore       | Tippeligaen | Tippeligaen | Tippeligaen | Tippeligaen | Coppa di Norvegia | Coppa di Norvegia | Coppa di Norvegia | Coppa di Norvegia | Champions League | Champions League | Champions League | Champions League | Totale   | Totale | Totale      | Totale     |
| Giocatore       | Presenze    | Reti        | Ammonizioni | Espulsioni  | Presenze          | Reti              | Ammonizioni       | Espulsioni        | Presenze         | Reti             | Ammonizioni      | Espulsioni       | Presenze | Reti   | Ammonizioni | Espulsioni |
| --------------- | ----------- | ----------- | ----------- | ----------- | ----------------- | ----------------- | ----------------- | ----------------- | ---------------- | ---------------- | ---------------- | ---------------- | -------- | ------ | ----------- | ---------- |
| R. Berg         | 25          | 6           | ?           | ?           | ?                 | ?                 | ?                 | ?                 | ?                | ?                | ?                | ?                | 25+      | 6+     | ?           | ?          |
| A. Bergdølmo    | 23          | 1           | ?           | ?           | ?                 | ?                 | ?                 | ?                 | ?                | ?                | ?                | ?                | 23+      | 1+     | ?           | ?          |
| R. Boateng      | 5           | 1           | ?           | ?           | ?                 | ?                 | ?                 | ?                 | ?                | ?                | ?                | ?                | 5+       | 1+     | ?           | ?          |
| B. Bragstad     | 22          | 0           | ?           | ?           | ?                 | ?                 | ?                 | ?                 | ?                | ?                | ?                | ?                | 22+      | 0+     | ?           | ?          |
| T. Dahlum       | 6           | 0           | ?           | ?           | ?                 | ?                 | ?                 | ?                 | ?                | ?                | ?                | ?                | 6+       | 0+     | ?           | ?          |
| K. Fjørtoft     | 2           | 0           | ?           | ?           | ?                 | ?                 | ?                 | ?                 | ?                | ?                | ?                | ?                | 2+       | 0+     | ?           | ?          |
| V. Heggem       | 23          | 3           | ?           | ?           | ?                 | ?                 | ?                 | ?                 | ?                | ?                | ?                | ?                | 23+      | 3+     | ?           | ?          |
| B. Hernes       | 4           | 0           | ?           | ?           | ?                 | ?                 | ?                 | ?                 | ?                | ?                | ?                | ?                | 4+       | 0+     | ?           | ?          |
| J. Hjelde       | 3           | 0           | ?           | ?           | ?                 | ?                 | ?                 | ?                 | ?                | ?                | ?                | ?                | 3+       | 0+     | ?           | ?          |
| E. Hoftun       | 26          | 2           | ?           | ?           | ?                 | ?                 | ?                 | ?                 | ?                | ?                | ?                | ?                | 26+      | 2+     | ?           | ?          |
| K. Ingebrigtsen | 3           | 0           | ?           | ?           | ?                 | ?                 | ?                 | ?                 | ?                | ?                | ?                | ?                | 3+       | 0+     | ?           | ?          |
| M. Jakobsen     | 26          | 12          | ?           | ?           | ?                 | ?                 | ?                 | ?                 | ?                | ?                | ?                | ?                | 26+      | 12+    | ?           | ?          |
| J. Jamtfall     | 24          | 0           | ?           | ?           | ?                 | ?                 | ?                 | ?                 | ?                | ?                | ?                | ?                | 24+      | 0+     | ?           | ?          |
| E. Johnsen      | 6           | 0           | ?           | ?           | ?                 | ?                 | ?                 | ?                 | ?                | ?                | ?                | ?                | 6+       | 0+     | ?           | ?          |
| S. Lein         | 5           | 1           | ?           | ?           | ?                 | ?                 | ?                 | ?                 | ?                | ?                | ?                | ?                | 5+       | 1+     | ?           | ?          |
| A. Mayer        | 7           | 0           | ?           | ?           | ?                 | ?                 | ?                 | ?                 | ?                | ?                | ?                | ?                | 7+       | 0+     | ?           | ?          |
| S. Rushfeldt    | 25          | 25          | ?           | ?           | ?                 | ?                 | ?                 | ?                 | ?                | ?                | ?                | ?                | 25+      | 25+    | ?           | ?          |
| B. Skammelsrud  | 24          | 5           | ?           | ?           | ?                 | ?                 | ?                 | ?                 | ?                | ?                | ?                | ?                | 24+      | 5+     | ?           | ?          |
| T. Soltvedt     | 9           | 4           | ?           | ?           | ?                 | ?                 | ?                 | ?                 | ?                | ?                | ?                | ?                | 9+       | 4+     | ?           | ?          |
| K. Sørli        | ?           | ?           | ?           | ?           | ?                 | ?                 | ?                 | ?                 | ?                | ?                | ?                | ?                | ?        | ?      | ?           | ?          |
| S. Sørlie       | 2           | 0           | ?           | ?           | ?                 | ?                 | ?                 | ?                 | ?                | ?                | ?                | ?                | 2+       | 0+     | ?           | ?          |
| C. Steen        | 2           | 0           | ?           | ?           | ?                 | ?                 | ?                 | ?                 | ?                | ?                | ?                | ?                | 2+       | 0+     | ?           | ?          |
| S. Stensaas     | 9           | 0           | ?           | ?           | ?                 | ?                 | ?                 | ?                 | ?                | ?                | ?                | ?                | 9+       | 0+     | ?           | ?          |
| R. Strand       | 23          | 1           | ?           | ?           | ?                 | ?                 | ?                 | ?                 | ?                | ?                | ?                | ?                | 23+      | 1+     | ?           | ?          |
| F. Winsnes      | 12          | 1           | ?           | ?           | ?                 | ?                 | ?                 | ?                 | ?                | ?                | ?                | ?                | 12+      | 1+     | ?           | ?          |